# Radiação Terahertz
| Raios T                                                                |
| ---------------------------------------------------------------------- |
| Ciclos por segundo: 100 GHz a 10 THz Comprimento de onda: 3 mm a 30 µm |

As ondas eletromagnéticas com frequências na ordem de grandeza dos terahertz (ou 1012 Hz) são conhecidas como Radiação Terahertz, Ondas Terahertz, Luz Terahertz, Raios-T, Luz-T, Lux-T e THz. Essa região do espectro eletromagnético é comumente definida com limites entre 100 gigahertz (1x1011 Hz) e 10 terahertz (10x1012 Hz) , correspondendo a comprimento de onda inferiores a 3 milímetros e superiores a 30 mícrons, se encontrando na fronteira entre a radiação infravermelha e as micro-ondas.
Como a radiação infravermelha e as micro-ondas, estas ondas deslocam-se entre pontos que se avistam (em inglês LOS, line of sight). A radiação terahertz é não-ionizante e compartilha com as micro-ondas a capacidade de penetrar em diversos materiais dielétricos e isolantes. O terahertz pode atravessar roupa, papel, cartão, madeira, plástico e cerâmicas, além de nevoeiro e nuvens, porém não consegue penetrar metais nem água.
A atmosfera terrestre absorve fortemente a radiação terahertz, pelo que o alcance da radiação é bastante curto, limitando a sua utilidade. Além disso, a produção de radiação terahertz coerente foi um desafio tecnológico até aos anos 90.
Em anos recentes, pulsos de radiação terahertz vêm sendo frequentemente empregados em técnicas ópticas de caracterização em física da matéria condensada experimental, como na poderosa técnica de espectroscopia de terahertz no domínio do tempo, notável por permitir a determinação direta do índice de refração complexo, da permissividade complexa, ou da condutividade complexa de materiais.

## Recorde de transmissão de dados em rede sem-fios
A faixa de tera-hertz é uma parte do espectro eletromagnético ainda pouco explorada, mas cientistas japoneses conseguiram o recorde de transmissão de dados em rede sem fios (wireless) utilizando esta faixa, atingindo uma velocidade 20 vezes maior que a taxa de transferência padrão (150Mb por segundo).
De acordo com artigo científico publicado em 10 de maio de 2012 no periódico Electronic Letters, os pesquisadores do Instituto de Tecnologia de Tóquio desenvolveram um hardware especial que é capaz de transmitir dados em uma velocidade de 3 Gb por segundo na faixa de tera-hertz. O antigo recorde, datado de novembro de 2009, era de 1,5 Gb por segundo. Os japoneses utilizaram um dispositivo de 1 milímetro quadrado, chamado díodo de tunelamento ressonante (resonate tunneling diode), que cria tensões menores com maiores correntes. Segundo a publicação, o aumento da corrente faz com que o dispositivo ressoe e envie o sinal desejado.
No entanto, os cientistas afirmam que a fabricação de produtos para operar no espectro tera-hertz ainda é muito caro. O próximo passo da pesquisa é aproximar a prática dessa teoria, entrando finalmente no regime efetivo dos tera-hertz. Entretanto, antes de qualquer uso prático, será necessário também aumentar a potência do componente.